# Кульчицький Зіновій Йосипович
Зіно́вій Йо́сипович Кульчи́цький (1 лютого 1963, с. Теклівка, Гусятинський район, Тернопільська область) — український спортсмен-гирьовик, чемпіон та призер чемпіонатів світу, багаторазовий чемпіон України.

## Життєпис
Закінчив Тернопільську академію народного господарства у 1985 році (нині - Західноукраїнський національний університет).

## Спортивні досягнення
Майстер спорту України міжнародного класу з гирьового спорту, чемпіон та призер чемпіонатів світу, шестиразовий чемпіон України, рекордсмен СРСР та України.
Виступає за ФСТ «Колос».
Підготував 6 майстрів спорту міжнародного класу та 30 майстрів спорту України з гирьового спорту. Звання Заслуженого тренера України з гирьового спорту присвоєно в червні 2003 року.
| Рік  | Місце проведення | Місце | Вагова категорія |
| ---- | ---------------- | ----- | ---------------- |
| 1984 |                  | 3     | 82,5 кг          |
| 1987 | м. Харків        | 3     | 80 кг            |
| 1988 | м. Хуст          | 5     | 80 кг            |
| 1989 | м. Нова Каховка  | 5     | 80 кг            |
| 1990 | м. Тернопіль     | 3     | 80 кг            |

| Рік  | Місце проведення | Місце | Вагова категорія |
| ---- | ---------------- | ----- | ---------------- |
| 1991 | м. Комсомольськ  | 2     | 80 кг            |
| 1992 | м. Нова Каховка  | 3     | 80 кг            |
| 1993 | м. Київ          | 2     | 80 кг            |
| 1994 | м. Тернопіль     | 1     | 80 кг            |
| 1995 | м. Тернопіль     | 1     | 80 кг            |
| 1996 | м. Харків        | 2     | 80 кг            |
| 1997 | м. Харків        | 1     | 80 кг            |
| 1998 | м. Кіровоград    | 1     | 80 кг            |
| 1999 | м. Харків        | 1     | 80 кг            |
| 2000 | м. Харків        | 1     | 80 кг            |
| 2013 | м. Керч          | 1     | 80 кг            |

| Рік  | Місце проведення      | Місце | Вагова категорія |
| ---- | --------------------- | ----- | ---------------- |
| 1993 | м. Липецьк, Росія     | 6     | 82,5 кг          |
| 1995 | м. Чебоксари, Росія   | 11    | 80 кг            |
| 1996 | м. Мінськ, Білорусь   | 4     | 90 кг            |
| 1997 | м. Бабаєво, Росія     | 4     | 80 кг            |
| 1998 | м. Бориспіль, Україна | 3     | 80 кг            |
| 2000 | м. Серпухов, Росія    | 4     | 80 кг            |
| 2001 | м. Санкт-Петербург    | 3     | 80 кг            |
| 2003 | м. Вентепілс, Латвія  | 8     | 80 кг            |
| 2004 | м. Запоріжжя, Україна | 1     | 90 кг            |
| 2005 | м. Харків, Україна    | 1     | 80 кг            |